# Wadi as-Salam
Wadi as-Salam (arabisch وادي السلام, DMG Wādī as-Salām ‚Tal des Friedens‘) ist ein seit dem siebten Jahrhundert genutzter Friedhof im Großraum der für Schiiten heiligen Stadt Nadschaf im Irak, der oft als größter der Welt bezeichnet wird.
In der Nähe ist der vierte Kalif und erste schiitische Imam ʿAlī ibn Abī Tālib zur Ruhe gebettet.
Auf dem Friedhof können auch Personen aus anderen Ländern begraben werden.  Die UNESCO denkt darüber nach, Wadi as-Salam zu einem UNESCO-Weltkulturerbe zu ernennen, da es nach ihrer Information der älteste und größte Friedhof der Welt ist. Auf 917 Hektar (zum Vergleich verfügt die größte europäische Ruhestätte, der Friedhof Ohlsdorf, über eine Fläche von 391 Hektar) liegen fünf Millionen Menschen begraben. Der Wadi as-Salam soll seit 1400 Jahren als Friedhof genutzt werden.